# سباق طواف فرنسا 1979
سباق طواف فرنسا 1979 من سلسلة سباقات سباق طواف فرنسا. أقيم هذا السباق في تاريخ 27 يونيو - 22 يوليو 1979 على 24+Prologue مراحل. بعد مرور 103 ساعة و06 دقيقة و50 ثانية وبعد طي 3720.4 كم بمتوسط 36.513 كم في الساعة فاز بالميدالية الذهبية برنار هينو من فرنسا، فيما حصد يوب زوتيميلك من هولندا الميدالية الفضية، وكانت الميدالية البرونزية من نصيب يواخيم أغوستينو من البرتغال.

## الميداليات
| ذهب                | فضة                   | برونز                      |
| برنار هينو - فرنسا | يوب زوتيميلك - هولندا | يواخيم أغوستينو - البرتغال |